# Sergej Jesenin
Sergej Aleksandrovitj Jesenin, född 3 oktober 1895 i Konstantinovo, guvernementet Rjazan, död 27 december 1925 i Leningrad, var en rysk författare.

## Biografi
Jesenin var av bondesläkt från Rjazan. Han bedrev universitetsstudier i Moskva där han utbildade sig till lärare. 1915 flyttade han till Petrograd och debuterade samma år som poet med diktsamlingar om den ryska landsbygden. Efter revolutionen, vilken Jesenin stödde, anslöt han sig först till socialrevolutionärerna, men övergick snart till kommunistpartiet. Jesenin blev snart en av de ledande inom imaginisternas litterära skola - vilken upplöstes 1924 - och redigerade imaginistmanifestet 1919. Imaginismen var en litterär riktning som betonade behovet av bildspråket och metaforen.  1919–1921 besökte Jesenin Tyskland och USA. Åren 1922–1923 var han gift med dansösen Isadora Duncan. Bland hans mera kända verk märks det lyriska poemet med episk bakgrund Pugatjov (1922) samt Moskva kabakskaja ("Krogarnas Moskva"), en skildring av ett gränslöst festande bland Moskvas krogar.
Jesenin vann stor popularitet med lyriska bilder från det gamla bonde-Ryssland, skrivna på ett enkelt melodiskt språk och fyllda av mjukt vemod. Jesenin hälsade först revolutionen med glädje men gav i bittra dikter uttryck för sitt växande främlingskap i det nya och blev sin splittrade generations lyriske talman. Enligt den officiella förklaringen hängde han sig på ett hotellrum men misstanken att han mördades av KGB har framförts. Jesenin är begravd på Vagankovokyrkogården i Moskvas Presnenskij-distrikt.
Victor Serge beskriver att han störtade till Hotell International när han fick höra att Jesenin begått självmord, hängande i en väskrem. Han hade saknat blyerts och reservoarpenna men ett rakblad fanns tillhands. Med en rostig penna skrev han sina sista rader i sitt eget blod:
Farväl, farväl min vän…
… Det är inte nytt att dö i detta liv
men det är heller inte nyare att leva.
Majakovskij arbetade med dikten ett längre tag och omformulerade det:
Att dö är inte svårt i detta liv,
göra livet värdefullt är svårt 
I själva verket arbetade Majakovskij i hela skriften Hur man skriver vers dels i allmänhet med diktandets problematik men i synnerhet med Jesenins avskedsdikt. Större delen av skriften handlar om hans dikt Till Sergej Jesenin, som han menar är en av hans egna dikter som har haft mest verkan. Efter Jesenins självmord trycktes dennes dikt i många tidningar och blev därmed ett litterärt faktum. Sovjetunionens poeter fick så en uppmaning att skriva dikter om Jesenin för att mildra den verkan dikten kunde ha. Majakovskijs avsikt var att omdikta hans sista ord så de skulle få en annan innebörd. Han beskriver dess tillblivelse. ”Detta var anledningen till att jag på den lilla sträckan från genomfarten vid Ljubjanskaja till tehuset vid Mjanskaja (jag gick dit för att släcka ett förskott) arbetade mer på dikten om Jesenin än under hela resan.” 
Serge beskriver honom som den störste lyriske skalden, den ryska landsbygdens, Moskvakabaréernas skald, den sjungande bohemens skald under revolutionen. Han strödde dikter med bländande bildspråk omkring sig, ändå är de enkla som byfolkets tal.
Majakovskij grälade först ofta med Jesenin, mycket pga Imaginismen. Senare träffade han Jesenin ofta: ”Det var elegiska möten utan minsta tvister.” ”Tyvärr hände det under denna tid att hans namn oftare förekom i milisrapporterna än i poesin.”  Majakovskij kom att uppskatta Jesenin: ”Man måste berömma Jesenin och försvara honom på ett sätt, som hans beundrare, vilka kör in trubbiga rim på höskullen, inte kunde göra. Man måste definitivt kasta ut dem som banaliserar Jesenins arbete.”  ”Jesenins verk beskrev han som poetiskt nya: ”Jesenin sjöng inte ( egentligen var han en zigenargitarr, men hans poetiska räddning låg i att han åtminstone under sin livstid inte uppfattades så, och i hans böcker finns ett tiotal ställen som är poetiskt nya).” Bättre vitsord så kunde han inte få, från en av de stora diktarna, som själv förnyade diktningen. 
På samma adress - Bolsjaja Sadovaja 10 - där  Jesenin bodde med sin fru  Isadora Duncan bodde även samtidigt författaren Bulgakov med sin första fru. Det dyker upp i boken Mästaren och Margarita som hus 302B. 
Solsjenitsyn frågade sig hur många år Jesenin inte betraktades som ”kontrarevolutionär” och hur många som hamnade i fängelse för hans böckers skull. 
Några av hans dikter återfinns i Persiska dikter (övers. Eyvind Bratt, 1970), R. Lindqvist, Ur Rysslands sång (1939); dessutom i N.-Å. Nilsson, Rysk lyrik (1950) och J. Edfelt, En bukett rysk lyrik (1953).

## Övrigt
Asteroiden 2576 Yesenin är uppkallad efter honom.